# Chardogne
Chardogne és un municipi francès situat al departament del Mosa i a la regió del Gran Est. L'any 2007 tenia 291 habitants.

## Demografia

### Població
El 2007 la població de fet de Chardogne era de 291 persones. Hi havia 124 famílies, de les quals 24 eren unipersonals (16 homes vivint sols i 8 dones vivint soles), 56 parelles sense fills i 44 parelles amb fills.
La població ha evolucionat segons el següent gràfic:
Habitants censats

### Habitatges
El 2007 hi havia 130 habitatges, 122 eren l'habitatge principal de la família, 4 eren segones residències i 4 estaven desocupats. 127 eren cases i 3 eren apartaments. Dels 122 habitatges principals, 102 estaven ocupats pels seus propietaris, 17 estaven llogats i ocupats pels llogaters i 3 estaven cedits a títol gratuït; 1 tenia dues cambres, 13 en tenien tres, 25 en tenien quatre i 83 en tenien cinc o més. 108 habitatges disposaven pel capbaix d'una plaça de pàrquing. A 45 habitatges hi havia un automòbil i a 72 n'hi havia dos o més.

### Piràmide de població
La piràmide de població per edats i sexe el 2009 era:
| Homes | Edats   | Dones |
| ----- | ------- | ----- |
| 0     | 95 o +  | 0     |
| 4     | 90 a 94 | 0     |
| 0     | 85 a 89 | 4     |
| 0     | 80 a 84 | 0     |
| 0     | 75 a 79 | 4     |
| 0     | 70 a 74 | 4     |
| 8     | 65 a 69 | 0     |
| 8     | 60 a 64 | 8     |
| 8     | 55 a 59 | 12    |
| 4     | 50 a 54 | 12    |
| 8     | 45 a 49 | 16    |
| 12    | 40 a 44 | 8     |
| 24    | 35 a 39 | 16    |
| 8     | 30 a 34 | 16    |
| 12    | 25 a 29 | 8     |
| 8     | 20 a 24 | 12    |
| 12    | 15 a 19 | 12    |
| 4     | 10 a 14 | 4     |
| 8     | 5 a 9   | 12    |
| 8     | 0 a 4   | 8     |

## Economia
El 2007 la població en edat de treballar era de 194 persones, 149 eren actives i 45 eren inactives. De les 149 persones actives 145 estaven ocupades (70 homes i 75 dones) i 4 estaven aturades (2 homes i 2 dones). De les 45 persones inactives 27 estaven jubilades, 14 estaven estudiant i 4 estaven classificades com a «altres inactius».

### Ingressos
El 2009 a Chardogne hi havia 126 unitats fiscals que integraven 305 persones, la mediana anual d'ingressos fiscals per persona era de 19.054 €.

### Activitats econòmiques
Dels 10 establiments que hi havia el 2007, 1 era d'una empresa alimentària, 5 d'empreses de construcció, 1 d'una empresa de comerç i reparació d'automòbils i 3 d'empreses de serveis.
Dels 3 establiments de servei als particulars que hi havia el 2009, 1 era un taller de reparació d'automòbils i de material agrícola, 1 guixaire pintor i 1 empresa de construcció.
L'any 2000 a Chardogne hi havia 16 explotacions agrícoles que ocupaven un total de 960 hectàrees.

## Equipaments sanitaris i escolars
El 2009 hi havia una escola elemental integrada dins d'un grup escolar amb les comunes properes formant una escola dispersa.

## Poblacions més properes
El següent diagrama mostra les poblacions més properes.